# Hydrophis coggeri
Espèce
Synonymes
- Leioselasma coggeri Kharin, 1984

Statut de conservation UICN

 LC  : Préoccupation mineure
Hydrophis coggeri est une espèce de serpents de la famille des Elapidae.

## Répartition
Cette espèce marine se rencontre dans les eaux de l'Australie-Occidentale, de la Nouvelle-Calédonie et des Fidji.

## Description
Hydrophis coggeri mesure jusqu'à 115 cm. Cette espèce présente de grandes variations morphologiques, certains spécimens ont une tête petite et un cou fin alors que d'autres présentent un corps plus robuste. C'est un serpent marin venimeux qui vit à une profondeur comprise entre 30 et 40 m. Il se nourrit essentiellement de poissons des familles des Ophichthidae et des Congridae.

## Étymologie
Cette espèce est nommée en l'honneur d'Harold George Cogger.

## Publication originale
- Kharin, 1984 : A review of sea snakes of the group Hydrophis sensu lato (Serpentes, Hydrophiidae). 3. The genus Leioselasma. Zoologicheskii Zhurnal, vol. 63, n. 10, p. 1535-1546.